# Archiv für Post und Telegraphie
Archiv für Post und Telegraphie war der Titel einer deutschen Fachzeitschrift, die seit 1876 als Beihefte zum Amtsblatt der Deutschen Reichs-Post- und Telegraphenverwaltung und später als eigenständige Zeitschrift erschien. Erstmals wurde sie 1873 als Deutsches Postarchiv herausgegeben und hieß ab dem 4. Jahrgang 1876 bis 1940 Archiv für Post und Telegraphie und schließlich bis 1944 Postarchiv.

## Inhalt
In der Zeitschrift wurden Nachrichten veröffentlicht, die sich an Kreise der Postbeamte wendeten. Sie fungierte als amtliches Blatt der deutschen Reichspost und es wurden Verordnungen und Ernennungen von Beamten veröffentlicht. Daneben gab es zahlreiche Aufsätze, die sich an Historiker und Nationalökonomen richteten. Es wurde bemängelt, dass der Inhalt der einzelnen Bände im Register die Artikel nicht unter dem Namen der Verfasser auflistete, sondern unter den Titeln der jeweiligen Beiträge, die zudem in sachliche Rubriken eingeteilt waren. Dies führte dazu, dass die gesuchte Abhandlung bei der recht großen Anzahl an Artikeln schwer zu finden war. Des Weiteren gab es Rezensionen über die Literatur des Verkehrswesens. Herausgegeben wurde die Zeitschrift vom Deutschen Reichspostamt und gedruckt beim R. v. Deckers Verlag, der königlichen Geheimen Ober-Hofbuchdruckerei in Berlin.
Die unterschiedlichen Rubriken hießen beispielsweise:
1. Aktenstücke und Aufsätze
2. Kleine Mittheilungen
3. Literatur des Verkehrswesens
4. Zeitschriften-Ueberschau

## Ausgaben
- Reichspostverwaltung (Hrsg.): Deutsches Postarchiv: Beihefte zum Amtsblatt der Deutschen Reichs-Postverwaltung. 1873–1875.
- Reichspostamt (Hrsg.): Archiv für Post und Telegraphie: Beiheft zum Amtsblatt des Reichs-Postamts. 1876–1912.
- Postzeitungsamt (Hrsg.): Archiv für Post und Telegraphie. 1913–1940 (ab dem 49. Jahrgang als eigenständige Zeitschrift).
- Reichspostministerium Deutsches Reich (Hrsg.): Postarchiv Zeitschrift für das gesamte Post- und Fernmeldewesen 1940–1944.

## Sonderdrucke (Auswahl)
- Die Entwickelung des Post- und Telegraphenwesens in den Grossherzogthümern Mecklenburg-Schwerin und Mecklenburg-Strelitz während des zehnjährigen Zeitraums von 1880 bis 1889. Reichsdruckerei, Berlin 1890.
- Die Preussische Staatsdruckerei und die Reichsdruckerei. Reichsdruckerei, Berlin 1897.
- Josef Rübsam, Rudolf Freytag: Postgeschichtliche Dokumente aus dem fürstlich Thurn und Taxisschen Archiv : 1504 bis 1866. 1910.